# Harry H. Laughlin
Harry Hamilton Laughlin (Oskaloosa, 11 maart 1880 - Kirksville, 26 januari 1943) was een Amerikaans onderwijzer en eugeneticus. Hij was hoofd van de Eugenics Record Office (ERO) van haar begin in 1910 tot haar gedwongen sluiting in 1939 en behoorde tot de meest actieve personen die het beleid van eugenetica in Amerika beïnvloedden, met name op het gebied van wetgeving van verplichte sterilisatie.

## Biografie

### Jonge jaren
Laughlin werd geboren in Oskaloosa in de staat Iowa. Hij studeerde af aan de First District Normal School (nu Truman State University) in Kirkville (Missouri). In 1917 werd hij Doctor of Science in celbiologie aan de Princeton University.

### Carrière

#### Eugenics Record Office
Hij werkte als leraar en principal aan de middelbare school voor hij interesse kreeg in eugenetica. Dit leidde tot correspondentie met Charles B. Davenport, een vroege onderzoeker van de 'Wetten van Mendel' in de verenigde Staten. In 1910 vroeg davenport aan hem om naar Long Island (staat New York) te verhuizen om superintendent te worden van zijn nieuwe onderzoeksbureau.
De Eugenics Record Office (ERO) was gesticht in Cold Spring Harbor (eveneens in New York), het Cold Spring Harbor Laboratory, met startkapitaal van Mary Williamson Averell (moeder van bonesman Averell Harriman) en John Harvey Kellogg en later van het Carnegie Institution of Washington (Carnegie Institution of Science, CIS).
Laughlin gaf het Amerikaans Congres uitgebreid statistisch bewijs ter ondersteuning van de Johnson-Reed Immigration Act of 1924. Zo werd 'excessieve' krankzinnigheid onder immigranten uit Zuid- en Oost-Europa 'aangetoond'. Hij werd ten slotte aangesteld als expert eugenics agent bij de Committe on Immigration and Naturalization (de wet van 1924 stelde quota's aan immigranten vast op basis van herkomst, met als gevolg minder Italianen en Russen die in de vroege jaren 1900 binnenkwamen). 
In 1927 begon de Eugenics Research Association, waar Laughlin officer was, zelfs een studie naar de erfelijkheid van U.S. Senators.

#### Sterilisatiewetten
Een van Laughlins grootste interesses lag in de wetgeving van verplichte sterilisatie in de Verenigde Staten, die de 'ongeschikten' (unfit) onder de bevolking tot sterilisatie zou dwingen. Hij stelde een Model Eugenical Sterilization Law op, die als model wetgeving kon dienen. Hij maakte een studie in Eugenical Sterilization in the United States, waarin hij onder meer zwakzinnigen, krankzinnigen, criminelen, epileptici, alcoholici, blinden, doven, 'gedeformeerde personen' en armen tot de ongeschikten rekende, die dus in aanmerking moesten komen voor verplichte sterilisatie.
In 1914 hadden twaalf staten al sterilisatiewetten aangenomen, en daar kwamen nog achttien bij, gebaseerd op Laughlins model.

#### Verband met Duitse eugenetica
De Rijksdag van nazi-Duitsland nam de 'Wet ter Voorkoming van Erfelijk Ziek Nageslacht' in 1933 aan, sterk gebaseerd op Laughlins model. Alleen al in het eerste jaar werden er tussen de 35.000 en 80.000 personen gedwongen gesteriliseerd (tegenwoordig is bekend dat er in Nazi Duitsland meer dan 350.000 mensen gedwongen zijn gesteriliseerd). Lauglin werd in 1936 beloond met een eregraad aan de Universiteit van Heidelberg voor zijn werk ten dienste van de 'wetenschap van rassenhygiëne'. Maar de berichten over uitgebreide inzet van verplichte sterilisatie in Duitsland bereikten Amerikaanse kranten en eind jaren 1930 werd eugenetica geassocieerd met nazisme en gebrekkige wetenschap. Steun voor groepen als de American Eugenics Society, waar ook Otmar Freiherr von Verschuer lid van was, nam af. In 1935 concludeerde het Carnegie Instituut dat het onderzoek van ERO geen wetenschappelijke verdienste had. In 1939 verstrekte ze geen fondsen meer aan het ERO en het bureau moest sluiten.
Laughlin was medestichter van Pioneer Fund en haar eerste president, van 1937 tot 1941. De Pioneer Fund was in het leven geroepen door Wickliffe Draper om middels eugenetica 'het ras te verbeteren'. 
Een biograaf noemde Laughlin 'een van de meest racistische en antisemitische onder de eugenetici van begin 20e eeuw'.

#### Wereldregering
Naast eugenetica was Laughlin gefascineerd door het idee van de vestiging van een wereldregering. Hij werkte gedurende zijn volwassen leven aan plannen om dit te bereiken. Het model voor een wereldregering dat hij voor ogen had was losjes gebaseerd op de grondwet van de Verenigde Staten en de Volkerenbond (League of Nations). Europa en Noord-Amerika zouden er in de hoofdrol spelen, met name het Verenigd Koninkrijk en de Verenigde Staten. Dit model zou volgens Laughlin het doel van eugenetica onderschrijven om het mengen van verschillende rassen te voorkomen. Verschillende internationalisten zouden hun interesse in Laughlins plan voor een wereldregering hebben geuit, waaronder Edward M. House, adviseur buitenlands beleid van de Amerikaanse president Woodrow Wilson.

### Pensioen en overlijden
Hij was getrouwd met Pansy Laughlin in 1902, en ze hadden geen kinderen. Laughlin werd ertoe aangezet met pensioen te gaan door Vannevar Bush in 1939, na een serie aanvallen. Deze aanvallen kunnen het gevolg zijn geweest van erfelijke epilepsie. Nadat hij zich had teruggetrokken uit de Eugenics Record Office, keerde het echtpaar in december 1939 terug naar Kirksville. Laughlin stierf op 26 januari 1943 en werd begraven bij zijn ouders in Highland Park Cemetery in Kirksville.